# 包丽自杀事件
牟林翰折磨包丽致死事件是2019年末至2020年初的中国大陆网络热点事件。包丽和牟林翰二人為恋人关系，在恋爱过程中，由于牟林翰以包丽不是处女等为借口，不断折磨包丽，最终导致包丽自杀。由于事件涉及诸多领域，如：自杀、处女情结、精神控制、家庭暴力、堕胎、绝育、PUA等等。事件在2019年12月被媒体报道后引起了巨大讨论。

## 社会背景
当代中国的性文化表现极端，一方面性开放，一方面性压迫（片面要求女性守贞）。同时，中国男性对性开放的态度自相矛盾。与本次事件当事人身份相同，2007年的大学生群体相关文章指，“男大学生比女大学生更为开放和支持”婚前性行为，但男大学生却更在意女性伴侣是否是处女。大部分对“‘假设’的情况或旁观他人”非处女可以理解，但自身仍在意伴侣是否是处女，存在处女情结:75。

## 当事人

### 受害者
包丽（化名），北京大学法学院大三学生，任学生会文艺部部长，同时是学生会第35届执委会主席团候选人。
家庭背景不明。疑似单亲家庭，自立案到宣判包丽生父没有出现。包丽以澳门籍入读北大。

### 加害者
牟林翰，山东人，北京大学政府管理学院大四学生，曾经担任学生会第三十四届执委会副主席和2016-2017年学生会体育部长，同时也是政府管理学院学生会外联部部长。父亲是中国进出口银行山东分行行长牟毅。

## 事件经过
2019年12月12日，南方周末发布了一篇名为《“不寒而栗”的爱情：北大自杀女生的聊天记录》的报道，详细描述了包丽和牟林翰的恋爱及包丽自杀过程，并且披露了由包丽母亲提供的包牟二人的微信聊天记录。但是由于报导者柴会群存在失实报导的前科，起初有很多人怀疑报导的真实性。
随着更多媒体的报导，事件的经过渐渐明朗：
- 2017年学生会调整后，牟任分管文艺的副部长，包任文艺部部长，牟包二人开始接触交流[7]。

- 2018年5月，牟包二人确定恋爱关系。但在交往中包丽发现牟林翰有严重的暴力倾向[8]。

- 而后由于得知包丽不是处女，牟林翰以此不断贬低包丽，指责其不自重。并称“女孩子的第一次是最美好的东西”。并且逼问包丽和前男友的性爱细节，要求其发毒誓。在牟林翰的不断逼迫下，包丽向朋友坦白她后悔了[7]。

- 包丽后悔后，牟林翰要求包丽将其微信备注改为“主人”。此后的聊天中，包丽称牟林翰为主人，牟林翰称包丽为狗[7]。

- 在一次聊天中，牟林翰要求在包丽的身上文身，文上：我是牟林翰的狗。并且要把文的过程录下来[7]。

- 2019年2月9日，牟林翰要求包丽拍一组裸照以示“惩罚”。并且声称，如果包丽敢走，就把裸照公开。本来包丽不同意，但是在牟林翰的洗脑和承诺娶她后，包丽同意了[7]。

- 2019年6月11日，两人发生激烈争吵，提到分手。牟林翰大骂包丽，并催促包丽去死，继而在宿舍割腕。但是本次伤得不重，而且两人并没有因此分手。一个多月后，包丽住到了牟林翰的家中，同居期间两人多次争吵，结果多以包丽的妥协屈服收尾[7]。

- 最终，牟林翰同意分手，但提出了很多苛刻的条件：要求包丽发誓离开他后孤独终老，不再找其他男孩子。要求包丽为其怀一个孩子再打掉，保留堕胎记录。但包丽以为堕胎不妥，牟林翰进而提出要包丽进行绝育手术，保留病历单，并且要求收藏被切除输卵管。包丽同意了[7]。

- “合同”一天后就被牟林翰单方面撕毁，痛骂包丽，催促其去死[7]。

- 2019年8月，包丽回老家。期间微信交流中二人爆发激烈冲突，牟甚至连发40条微信辱骂包丽。并且牟扬言要自杀[7]。

- 2019年10月9日，包丽在一宾馆内服药自杀[7]。送醫救治期間被宣佈腦死亡，最終在2020年4月11日去世[9]。

- 2020年7月，媒体通过包丽母亲处获悉，牟林翰已于2020年6月10日因涉嫌虐待罪被警方拘留。

- 2023年6月15日，北京市海淀区人民法院以虐待罪判处牟林翰有期徒刑三年二个月，牟林翰另需赔偿附带民事诉讼原告人包麗之母各项经济损失，共计人民币73万余元[10]。
- 2023年7月25日，北京市第一中级人民法院对牟林翰虐待刑事附带民事上诉一案公开宣判，裁定驳回上诉，维持原判。[11]8月8日，牟林翰刑滿釋放。[12]